# Пудовкин, Всеволод Илларионович
Все́волод Илларио́нович Пудо́вкин (16 [28] февраля 1893, Пенза — 30 июня 1953, Юрмала) — советский кинорежиссёр, актёр, сценарист, педагог, теоретик кино. Народный артист СССР (1948), лауреат трёх Сталинских премий (1941, 1947, 1951).

## Биография

### Ранние годы
Родился в Пензе в многодетной семье, где был третьим ребёнком. Отец служил сначала приказчиком, а затем коммивояжёром.
С четырёх лет Лодя, как его звали в семье, жил и учился в Москве. Здесь он окончил 6-ю Московскую гимназию. С детства любил музыку, много рисовал. Учился на отделении естественных наук физико-математического факультета Московского университета по специальности физика-химика. Сдать государственные экзамены не успел из-за начавшейся Первой мировой войны.
В 1914 году был зачислен вольноопределяющимся в 53-ю полевую артиллерийскую бригаду. 21 февраля 1915 года ранен в левую руку и взят в плен под Гродно. Три года провёл в солдатском лагере на острове Денхольм под Штральзундом, где освоил немецкий, английский и польский языки. Во время Ноябрьской революции присоединился к группе военнопленных, решивших совершить побег. В конце 1918 года вернулся уже в Советскую Россию. В Москве устроился делопроизводителем на эвакуационном пункте на станции Кожухово, а в 1919 году был принят в качестве химика на военный завод «Фосген № 1», где до 1920 года проработал в лаборатории.

### Кинокарьера
Весной 1920 года поступил в 1-ю Госкиношколу при Всероссийском фотокиноотделе Наркомпроса. Учился на курсе Владимира Гардина. Осенью 1920 года впервые снялся в кино, исполнив эпизодическую роль красного командира в агитфильме Ивана Перестиани «В дни борьбы» производства Госкиношколы. Сыграл одну из главных ролей в фильме Гардина «Серп и молот» (1921). На этой постановке Пудовкин был не только актёром, но и администратором, декоратором и ассистентом режиссёра.
Вскоре в поле его зрения попал и театр. В 1921 году Гардин, решив поставить в Театре революционной сатиры скетч по роману Джека Лондона «Железная пята», пригласил своего лучшего ученика в качестве сорежиссёра и драматурга. Эта постановка осталась единственной театральной работой Пудовкина. Осенью 1921 года совместно с Гардиным он поставил фильм «Голод... голод... голод...». Вслед за этим вместе с Гардиным написал сценарий «Слесарь и канцлер» по пьесе Анатолия Луначарского «Канцлер и слесарь» (1921), но принять участие в его постановке отказался. Пудовкин хотел учиться. В 1922 году он поступил в мастерскую Льва Кулешова. Пройдя техническую тренировку, был привлечён к участию в учебных этюдах. 
Из-за разногласий с руководством Кулешов был вынужден уйти из киношколы. Пудовкин последовал за своим мастером. В январе 1923 года возникла экспериментальная кинолаборатория Льва Кулешова. Занимаясь в ней, Пудовкин работал художником-графиком в журнале «Профессиональное движение» и в издательстве «Земля и фабрика», оформил несколько плакатов для Всесоюзной сельскохозяйственной выставки 1923 года, выполнил иллюстрации «Занимательной Библии» в журнале «Безбожник». Первой работой «коллектива Кулешова» стал фильм «Необычайные приключения мистера Веста в стране большевиков» (1924). Пудовкин участвовал в нём в качестве сценариста, актёра и сорежиссёра. Кулешов поручил каждому из своих лучших учеников разработку нескольких эпизодов  . На приключенческом фильме «Луч смерти» (1925) Пудовкин был автором сценария, художником и исполнителем одной из главных ролей. После этого коллектив начал распадаться. 
Кулешов помог Пудовкину устроиться на кинофабрику «Межрабпом-Русь», где ему поручили работу над культурфильмом «Механика головного мозга», экранизацией учения академика И. П. Павлова об условных рефлексах. С этого фильма началось его многолетнее сотрудничество с кинооператором Анатолием Головнёй. В конце 1925 года между делом Пудовкин поставил короткометражную кинокомедию «Шахматная горячка», ставшую, по замечанию его первого биографа Николая Иезуитова, «последней данью учителю», «последней ступенью на лестнице кинематографической учёбы». Этот фильм был снят по сценарию Николая Шпиковского, с которым Пудовкин разделил режиссуру, и построен на сочетании документального и игрового материала. Использованные в нём документальные съёмки шахматных состязаний в гостинице «Меторополь», служили фоном комедийной истории.
Работая над фильмом «Механика головного мозга», Пудовкин углубился в изучение трудов Павлова и даже предложил новый опыт по выработке условного рефлекса на основе сокращения зрачка человека. Фильм  был запущен в производство в мае 1925 года, а осенью следующего года вышел на экраны. Как важное достоинство «Механики головного мозга» большинство критиков отметили отсутствие инсценировки, документальную естественность лабораторной обстановки. Работа над научным фильмом дисциплинировала режиссёра, обладавшего неуёмным темпераментом, внесла в его поведение некоторую долю рационализма.
В кино он вошёл так, как будто это было им построенное здание: после двух маленьких картин, снимая «Мать», он уже работал как могучий мастер.
Предложение руководителя кинофабрики «Межрабпом-Русь» Моисея Алейникова экранизировать роман Максима Горького «Мать» стало для Пудовкина полной неожиданностью. Режиссёр был воспитан на теории кинематографа, которая отрицала литературу и требовала сценариев, написанных специально для экрана. Вместе с начинающим драматургом Натаном Зархи Пудовкин переложил роман в систему кинематографических образов. Процесс перестройки сознания матери был переведён из повествовательной в драматургическую форму. Во вступительном титре Пудовкин написал: «Тема заимствована у М. Горького». Однако почти все эпизоды фильма, пусть и в зародыше, содержались в повести. Реализм постановки тут же обратил на себя внимание критиков как её главное качество.
Фильм «Мать» вышел на экраны осенью 1926 года, через полгода после демонстрации «Броненосца „Потёмкин“» Сергея Эйзенштейна. Критика отмечала огромное значение обоих фильмов в деле развития советского кино. «Потёмкин» и «Мать» как бы дополняли друг друга. В начале 1927 года «Мать» вышла на экраны Берлина, получив восторженные отзывы зрителей и прессы. В конце 1928 года фильму был оказан такой же приём в Англии.
В 1926 году Пудовкин опубликовал книги «Кинорежиссёр и киноматериал» и «Киносценарий», в которых он выступил не только популяризатором теории Льва Кулешова, но и подробно остановился на тех её аспектах, которые были переосмыслены им на собственном опыте. Путь к теории через практику определил глубину многих взглядов и выводов Пудовкина и значение его теоретических работ для мирового кино.
Постановка фильма «Конец Санкт-Петербурга» была приурочена к 10-летию Октябрьской революции. Работа велась стремительными темпами. Сценарий ещё не был готов, как уже начались съёмки. Поместив в центр деревенского парня, Пудовкин строил вокруг него сюжет. «Конец Санкт-Петербурга» был сделан как лирическая эпопея. В отличие от «Октября» Эйзенштейна, посвященного теме массы, в нём нашла своё выражение индивидуально-психологическая тема. Критики назвали фильм Пудовкина «потрясающим своей силой и простотой документом об ушедшей эпохе» и подчеркнули его реализм. В зарубежной прессе «Конец Санкт-Петербурга» сравнивали с «Большим парадом» Кинга Видора и «Золотой лихорадкой» Чарли Чаплина.
Сюжет фильма «Потомок Чингисхана», заимствованный у писателя Ивана Новокшонова, Пудовкину предложило правление «Межрампом-Руси». История о том, что попавший в английский плен красноармеец оказался потомком древнего монгольского завоевателя, вначале показалась ему скорее анекдотом, чем фактом истории. Однако приехав в Верхнеудинск, столицу Бурят-Монгольской республики и столкнувшись с природой, людьми и их обычаями, режиссёр увлеченно погрузился в работу. Тем не менее Пудовкин считал этот фильм «проходным» в своей биографии — без особых художественных задач и поисков.
В ноябре 1928 года Пудовкин уехал в Германию, где должен был сниматься в роли Фёдора Протасова в фильме «Законный брак» по драме Льва Толстого «Живой труп», совместной постановке «Межрабпомфильма» и немецкой фирмы «Прометеус». Его приезд совпал с премьерой «Потомка Чингисхана» в Берлине, которая состоялась в конце декабря. Фильм «Живой труп» (1929) ставил режиссёр Фёдор Оцеп. Пудовкин понадобился немецкой фирме как приманка, как громкое имя. Он не стал вмешиваться в режиссуру и аккуратно выполнял указания Оцепа. Играя Федю, Пудовкин не стремился сделать характер. Он просто пропускал через себя драматургические ситуации. В книге «Актёр в фильме» (1934) он признавался, что этот опыт не может служить примером для работы актёра.
Весной 1929 года вернувшись из поездки по Европе, Пудовкин приступил к работе над новым фильмом — семейной драмой «Очень хорошо живётся». «Эмоциональный сценарий» Александра Ржешевского, лишённый традиционных сюжетных построений, предлагал ему новую тему и новый стиль. В конце 1930 года выйдя на экраны, фильм вызвал резкую критику. После переделок он был выпущен под новым названием «Простой случай», но успехом не пользовался.
С марта 1931 года Пудовкин работал над своим первым звуковым фильмом «Дезертир» о рабочем движении в Германии. Фильм снимался два с половиной года — дольше, чем какая-либо другая работа Пудовкина. По мнению критиков, некоторые эпизоды стали подлинными образцами киноискусства, но в целом «Дезертиру» не хватало драматургического каркаса, и он распадался на ряд самостоятельных новелл.
В 1935 года Пудовкин начал работу над фильмом «Самый счастливый», посвященным героизму советских лётчиков. Но тут случилось несчастье: сценарист Натан Зархи погиб в автомобильной катастрофе. Пудовкин был в тот момент за рулём и получил лёгкие травмы. Смерть друга и соратника на некоторое время выбила его из колеи. Сценарий дописал драматург Всеволод Вишневский. В 1938 году фильм под названием «Победа» вышел на экраны и стал наглядным выражением того, что впоследствии назвали «теорией бесконфликтности». В 1939 году Пудовкин вступил в ВКП(б).
После фильма «Победа» режиссёр решил экранизировать «Анну Каренину». Съёмки задерживались только тем, что Дарья Зеркалова ещё не была утверждена на заглавную роль. В этот момент режиссёр получил распоряжение поставить фильм по повести Виктора Шкловского «Русские в начале XVII века», опубликованной в журнале «Знамя». На первый план была выдвинута тема объединения нации в борьбе с иноземными захватчиками. Главные действующие лица в фильме «Минин и Пожарский» изображены Пудовкиным только в их патриотических деяниях. История показана как череда боёв, подвигов и побед, утверждавших славу России. В 1940 году на экраны вышел «Суворов», в котором Пудовкин обратился к биографии великого русского полководца. Виктор Шкловский назвал этот фильм «предварительной удачей», которую надо развивать. В 1941 году за фильмы «Минин и Пожарский» и «Суворов» Пудовкин был удостоен Сталинской премии первой степени.
С началом Великой Отечественной войны Пудовкин включился в подготовку Боевых киносборников, ставших «оружием кинематографической агитации». Для выпуска № 6 он снял совместно с Михаилом Доллером новеллу «Пир в Жирмунке», которая, по мнению Александра Караганова, выделяется как один из фильмов, сочетающих оперативность отклика с продуманностью и точностью образной фактуры и ведущих агитацию на языке высокого искусства. 
В середине октября 1941 года с коллективом «Мосфильма» Пудовкин был эвакуирован в Алма-Ату, где на Центральной объединённой киностудии совместно с Юрием Таричем снял полнометражный фильм «Убийцы выходят на дорогу» (1942) по пьесе Бертольта Брехта «Страх и отчаяние в Третьей империи». Сквозная тема картины, состоящей из нескольких новелл, была определена первоисточником — страх, уродующий человека, делающий из него негодяя и предателя. Однако фильм на экраны не вышел. 
В течение одного семестра Пудовкин вёл курс документального кино во Всесоюзном государственном институте кинематографии, который также был эвакуирован в Алма-Ату.
В 1942 году Пудовкину (вместе с Дмитрием Васильевым) поручили экранизировать пьесу Константина Симонова «Русские люди», опубликованную в «Правде». Отношение к фильму «Во имя Родины» было противоречивым. С одной стороны, за эту постановку Пудовкин был награждён орденом Трудового Красного Знамени, с другой — секретарь ЦК ВКП(б) Александр Щербаков критиковал фильм за недостаток масштаба.
С конца 1943 года совместно с Константином Симоновым Пудовкин работал над сценарием фильма «Смоленская дорога». Сюжетом был ход битвы за Москву, а героев связывали встречи с военным корреспондентом. Однако сценарий в производство не попал. По словам Симонова, в инстанциях посчитали, что он не соответствует масштабу темы. Вместо этого Пудовкину предложили снять фильм о флотоводце Нахимове.
Параллельно с подготовкой к съёмкам сложного историко-биографического фильма Пудовкин вёл общественную работу в качестве члена Художественного совета Комитета по делам кинематографии. В 1944 году он был избран президентом киносекции Всесоюзного общества культурной связи с заграницей. Возобновил преподавательскую работу во ВГИКе, где набрал режиссёрскую мастерскую. Однако через полгода передал своих студентов Сергею Герасимову.
В 1946 году фильм «Адмирал Нахимов» был подвергнут резкой критике в постановлении Оргбюро ЦК ВКП(б) «О кинофильме „Большая жизнь“». На заседании Оргбюро ЦК в присутствии кинематографистов Сталин сказал:

Пудовкин, способный, толковый режиссёр, взялся ставить фильм о Нахимове. Но не изучил как следует дело, не изучил Нахимова, рассчитывая, что публика глотнёт что ни подай, тем более что фильмов мало. Показал два-три бумажных корабля, балы, танцы, разные встречи и ещё раз танцы. Получился фильм о танцах с эпизодами о Нахимове. Нельзя подделываться под отсталые вкусы.
По мнению киноведа Александра Караганова, переделки пошли фильму на пользу. Во втором варианте он стал более цельным, сфокусированным на изображении Нахимова как великого флотоводца. В 1947 году за «Адмирала Нахимова» Пудовкин был удостоен Сталинской премии первой степени.
В период малокартинья Пудовкин работал как режиссёр меньше, чем мог бы. В 1950 году на экраны вышел фильм «Жуковский», задуманный как своего рода симбиоз игрового и научно-популярного кино. Однако он так и не вышел за рамки привычной схемы историко-биографического фильма тех лет. В 1952 году Пудовкин наконец обратился к современному материалу, поставив «Возвращение Василия Бортникова», в котором «производственная тема» никак не срасталась с личной драмой героя, который, вернувшись с фронта, узнал, что его жена ушла к другому  . 
В июне 1953 года на отдыхе в Доме творчества писателей в Дубултах на Рижском взморье у Пудовкина случился инфаркт. За несколько дней до этого, по воспоминаниям кинодраматурга Иосифа Маневича, он много купался в холодном море, часами играл в теннис. Умер 30 июня 1953 года. Похоронен в Москве на Новодевичьем кладбище (участок № 2, автор надгробия — Николай Никогосян).

### Семья
Отец — Илларион Епифанович Пудовкин (1857—1912), приказчик и коммивояжёр. 
Мать — Елизавета Александровна, урождённая Шилкина (1866—1957), домохозяйка.
Брат — Александр Илларионович Пудовкин (1884—1916), химик.
Сестра — Екатерина Илларионовна Пудовкина (1891—1946).
Сестра — Елизавета Илларионовна Пудовкина (1895—1920).
Сестра — Юлия Илларионовна Пудовкина (1902—1973), актриса.
Сестра — Мария Илларионовна Пудовкина (1904—1998).
Жена с 1923 года — Анна Николаевна Пудовкина, урождённая Селиванова (1893—1965), киноактриса, журналистка.

## Фильмография
Актёр
- 1920 — В дни борьбы — красный командир
- 1921 — Серп и молот — Андрей
- 1924 — Необычайные приключения мистера Веста в стране большевиков — авантюрист Жбан
- 1925 — Луч смерти — патер Рево
- 1926 — Мать — офицер полиции
- 1927 — Конец Санкт-Петербурга — солдат, тащит на себе другого солдата
- 1928 — Весёлая канарейка — иллюзионист-факир
- 1929 — Живой труп — Протасов
- 1929 — Новый Вавилон — приказчик восточного отдела
- 1939 — Минин и Пожарский — воин
- 1942 — Юный Фриц — офицер гестапо
- 1943 — Во имя Родины — немецкий генерал
- 1945 — Иван Грозный — Никола Большой Колпак, юродивый
- 1946 — Адмирал Нахимов — князь Меншиков

Режиссёр
- 1921 — Голод… голод… голод… (короткометражный; совместно с В. Гардиным)
- 1925 — Шахматная горячка (совместно с Н. Шпиковским)
- 1926 — Механика головного мозга (научно-популярный)
- 1926 — Мать
- 1927 — Конец Санкт-Петербурга (совместно с М. Доллером)
- 1928 — Потомок Чингисхана (в зарубежном прокате — «Буря над Азией»)
- 1932 — Простой случай (совместно с М. Доллером)
- 1933 — Дезертир
- 1938 — Победа (совместно с М. Доллером)
- 1939 — Минин и Пожарский (совместно с М. Доллером)
- 1940 — Кино за 20 лет (документальный; совместно с Э. Шуб)
- 1941 — Суворов (совместно с М. Доллером)
- 1941 — Боевой киносборник № 6 (новелла «Пир в Жирмунке») (совместно с М. Доллером)
- 1942 — Убийцы выходят на дорогу (совместно с Ю. Таричем)
- 1943 — Во имя Родины (совместно с Д. Васильевым)
- 1946 — Адмирал Нахимов
- 1948 — Три встречи (совместно с А. Птушко, С. Юткевичем)
- 1950 — Жуковский (совместно с Д. Васильевым)
- 1953 — Возвращение Василия Бортникова

Сценарист
- 1921 — Голод… голод… голод… (короткометражный; совместно с В. Гардиным)
- 1923 — Слесарь и Канцлер (совместно с В. Гардиным)
- 1925 — Луч смерти
- 1926 — Механика головного мозга
- 1940 — Кино за 20 лет (совместно с Ю. Олешей, А. Мачеретом, Э. Шуб)
- 1942 — Убийцы выходят на дорогу (совместно с М. Большинцовым)
- 1943 — Во имя Родины (совместно с Д. Васильевым, К. Симоновым)

Художник
- 1924 — Необычайные приключения мистера Веста в стране большевиков
- 1925 — Луч смерти (совместно с В. Рахальсом)

## Награды и звания
- заслуженный деятель искусств РСФСР (23 мая 1940)[65];
- народный артист СССР (1948)[44];
- Сталинская премия первой степени (1941) — за фильмы «Минин и Пожарский» (1939) и «Суворов» (1940)[48];
- Сталинская премия первой степени (1947) — за фильм «Адмирал Нахимов» (1946)[48];
- Сталинская премия второй степени (1951) — за фильм «Жуковский» (1950)[48];
- два ордена Ленина (1935, 1950)[66];
- орден Трудового Красного Знамени (14 апреля 1944[67];
- медаль «В память 800-летия Москвы»[источник не указан 865 дней];
- премия за лучшие массовые сцены на VIII МКФ в Венеции (1947) — фильм «Адмирал Нахимов» (1946)[68];
- премия за выдающуюся режиссуру на V МКФ в Карловых Варах — фильм «Жуковский», 1950)[68];
- премия «Золотой колосс» на МКФ сельскохозяйственных фильмов в Риме (1953) — фильм «Возвращение Василия Бортникова» (1953)[68];
- почётный член киноассоциации Бенгалии (1951)[69].

## Память
- в 1958 году на доме 31/29 стр. 1 по ул. Поварская, в котором жил режиссёр, установлена мемориальная доска (скульптор В. М. Кураев, архитектор Л. П. Шатилова)[70];
- в 1961 году его именем названа улица в Москве, рядом с «Мосфильмом» — улица Пудовкина[71];
- документальный фильм «Всеволод Пудовкин» (1960)[72];
- документальный фильм «Ваш Пудовкин» (2009; реж. Светлана Старостина)[73].